# Município de Liberty (condado de Putnam, Ohio)
O município de Liberty (em inglês: Liberty Township) é um município localizado no condado de Putnam no estado estadounidense de Ohio. No ano de 2010 tinha uma população de 1.531 habitantes e uma densidade populacional de 16,25 pessoas por km².

## Geografia
O município de Liberty encontra-se localizado nas coordenadas 41° 07′ 41″ N, 84° 03′ 50″ O. Segundo o Departamento do Censo dos Estados Unidos, o município tem uma superfície total de 94.22 km², da qual 94,17 km² correspondem a terra firme e (0,05 %) 0,04 km² é água.

## Demografia
Segundo o censo de 2010, tinha 1.531 habitantes residindo no município de Liberty. A densidade populacional era de 16,25 hab./km². Dos 1.531 habitantes, o município de Liberty estava composto pelo 94,45 % brancos, o 0,2 % eram afroamericanos, o 0,26 % eram asiáticos, o 3,85 % eram de outras raças e o 1,24 % eram de uma mistura de raças. Do total da população o 9,01 % eram hispanos ou latinos de qualquer raça.